# Frank Dostal
Frank Dostal (* 16. Dezember 1945 in Flensburg; † 18. April 2017) war ein deutscher Liedtexter und Musikproduzent. Er wurde Ende der 1960er / Anfang der 1970er Jahre als Sänger der Rattles und von Wonderland bekannt. Er war stellvertretender Vorsitzender des Aufsichtsrates der GEMA.

## Leben und Wirken
Frank Dostal wuchs in Hamburg auf. Er verließ noch vor dem Abitur die Schule, um Rocksänger zu werden. Mit der Band Faces gewann er  im Februar 1966 einen Nachwuchswettbewerb und trat unter anderem im Star-Club auf. Er wechselte 1966 zu den Rattles und gründete 1968 mit Achim Reichel die Band Wonderland. 1969 betrieb er mit Reichel den Star-Club. Bei Wonderland sang er, spielte aber auch Bongos, Bass und Orgel. Außerdem schrieb er zu Reichels Kompositionen die Texte für die Songs der Band. 1971, nachdem die anderen die Band verlassen hatten, nahmen Reichel und Dostal mit Studiomusikern noch ein Album unter dem Namen Wonderland Band auf. Anschließend unterstützte Dostal Achim Reichel bei dessen Projekt „A.R. & Machines“. Die beiden produzierten gemeinsam auch zwei Kinderplatten (Die große Kinderparty). Auf den Reichel-Alben Dat Shanty Album und Klabautermann wirkte Dostal noch mit. Dissonanzen beendeten die Zusammenarbeit.

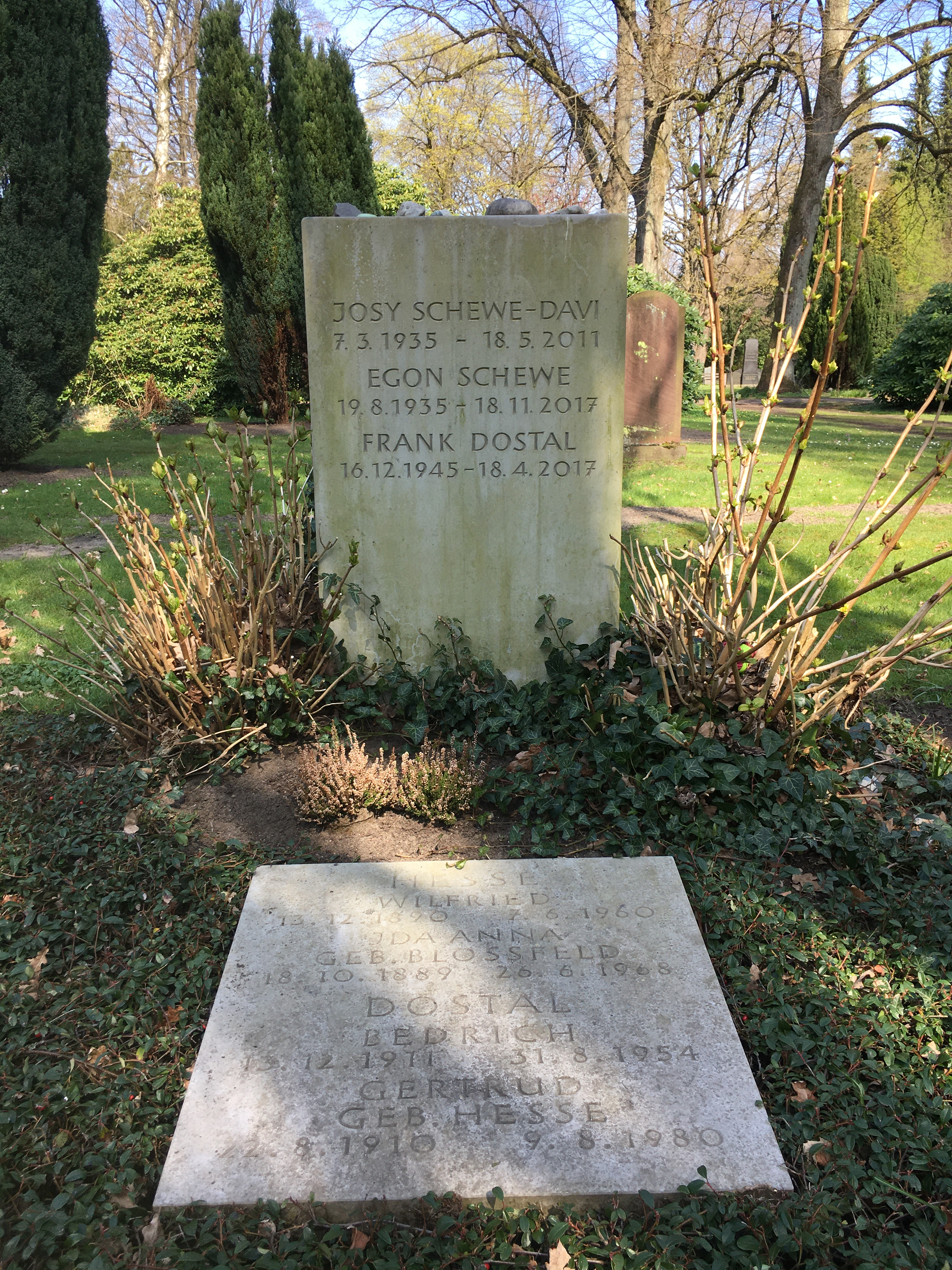
Grabstätte auf dem Friedhof Ohlsdorf

Dostal machte sich als Texter selbständig. In der zweiten Hälfte der 1970er Jahre waren viele der von ihm getexteten Lieder in den Hitparaden außerordentlich erfolgreich. Er arbeitete für Vader Abraham (Das Lied der Schlümpfe), Nico Haak (Unter dem Schottenrock ist gar nichts), Dieter Hallervorden und Helga Feddersen (Du, die Wanne ist voll), Nana Mouskouri, Mike Krüger, Roberto Blanco oder die Goombay Dance Band.
1982 arbeitete er erneut mit Achim Reichel zusammen für das Projekt Weltschmertz, in dem beide, unter Pseudonymen arbeitend, ein gleichnamiges Album und zwei Singles veröffentlichten. Als der Erfolg ausblieb, beendeten sie die Zusammenarbeit wieder.
Gemeinsam mit dem Komponisten Rolf Soja war Dostal auch für die Erfolge von Baccara verantwortlich. Er verfasste u. a. Yes Sir, I Can Boogie; Sorry, I’m a Lady; Parlez-vous français.
Frank Dostal war mit Mary McGlory, der ehemaligen Bassistin der Liverpooler Girlband The Liverbirds, verheiratet und hatte zwei Kinder. Er starb im Alter von 71 Jahren und ruht auf dem Hamburger Friedhof Ohlsdorf südwestlich von Kapelle 3 im Planquadrat C 18.